# Karuizawa (distillerie)
Karuizawa (軽井沢町 en japonais) est une distillerie située dans la région de Chūbu au Japon.

## Histoire
Située au pied du Mont Asama, un volcan encore actif, la distillerie se trouve à 850 m d’altitude, la plus élevée au Japon. Ce single malt tire toute sa spécificité de son eau filtrée à travers de la lave et à des conditions climatologiques particulières. L’orge utilisée est de la variété la plus recherchée, la Golden Promise et provient essentiellement d’Espagne.
Principalement vieillis en fûts de sherry, les whiskies produits à Karuizawa sont aujourd’hui très recherchés depuis que la distillerie a officiellement cessé de produire en 2000. Mercian fut racheté par Kirin en 2007, et les stocks restant à Karuizawa ont été rachetés en 2011 par Number One Drinks Company (pour le compte d’une société asiatique), puis déplacés à Chichibu.

## Produits
Les produits sont uniquement des single malt.
- Karuizawa 1960 53 ans 53.2%
- Karuizawa 1964 48 ans 57.7%
- Karuizawa Tokyo International Bar Show 2012 61.6%
- Karuizawa 28 ans 1984 Cocktail Serie 59,3%
- Karuizawa 42 ans 1969 61,3%
- Karuizawa 27 ans Multivintage 1981,82,83,84 59,1%
- Karuizawa 39 ans 1972 63,3%
- Karuizawa Asama 1999 & 2000 46%